# Castellfollit de la Roca
Castellfollit de la Roca – gmina w Hiszpanii, w prowincji Girona, w Katalonii, o powierzchni 0,67 km². Miasto położone jest na bazaltowym klifie o wysokości 50 m, między rzekami Fluvià i Toronell. W 2011 roku gmina liczyła 999 mieszkańców.